# Eleutherodactylus symingtoni
Eleutherodactylus symingtoni är en groddjursart som beskrevs av Schwartz 1957. Eleutherodactylus symingtoni ingår i släktet Eleutherodactylus och familjen Eleutherodactylidae. IUCN kategoriserar arten globalt som akut hotad. Inga underarter finns listade i Catalogue of Life.